# Faulx
Faulx [fo] ist eine französische Gemeinde mit 1.391 Einwohnern (Stand: 1. Januar 2022) im Département Meurthe-et-Moselle in der Region Grand Est (bis 2015 Lothringen). Die Gemeinde gehört zum Arrondissement Nancy und zum Kanton Entre Seille et Meurthe.

## Lage
Faulx liegt etwa elf Kilometer nordnordöstlich von Nancy. Umgeben wird Faulx von den Nachbargemeinden Belleau im Nordwesten und Norden, Sivry im Norden, Bratte im Norden und Nordosten, Montenoy im Osten, Bouxières-aux-Chênes im Südosten, Eulmont im Südosten und Süden, Lay-Saint-Christophe im Süden, Bouxières-aux-Dames im Südwesten, Malleloy im Westen sowie Custines im Westen und Nordwesten.

## Geschichte
936 wurde der Ort Vadus sancti Petri genannt.

### Bevölkerungsentwicklung
| Jahr                       | 1962 | 1968 | 1975 | 1982 | 1990 | 1999 | 2006 | 2019 |
| Einwohner                  | 810  | 859  | 1002 | 1064 | 1135 | 1170 | 1269 | 1367 |
| Quellen: Cassini und INSEE |      |      |      |      |      |      |      |      |

## Sehenswertes
- Kirche Saint-Pierre-aux-Liens aus dem 18. Jahrhundert
- Kapelle des früheren Schlosses
- Altes Pfarrhaus aus dem 18. Jahrhundert
- Schloss von 1730 (Wiederaufbau des Schlosses von 1551)

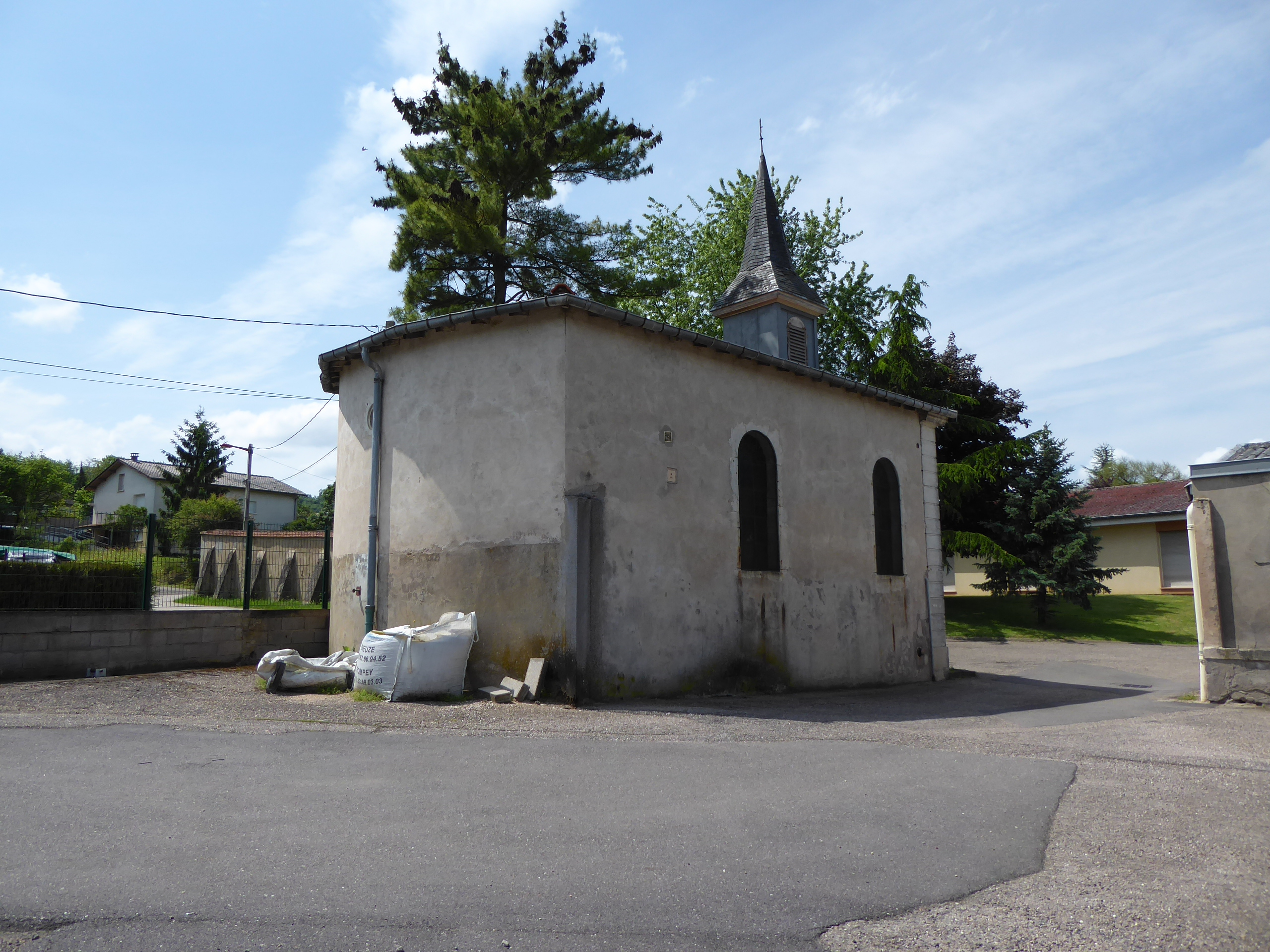
Kapelle des früheren Schlosses
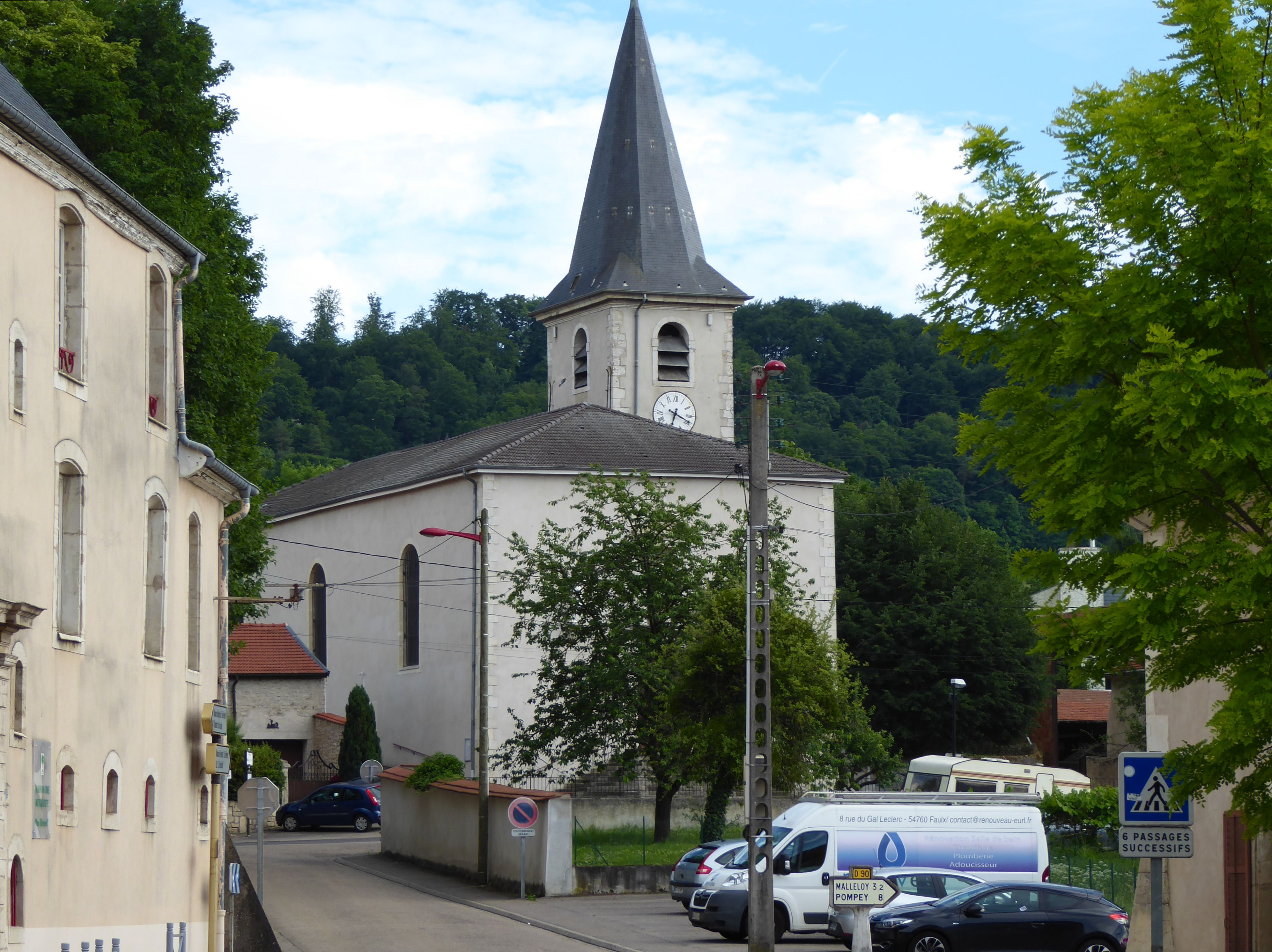
Kirche Saint-Pierre
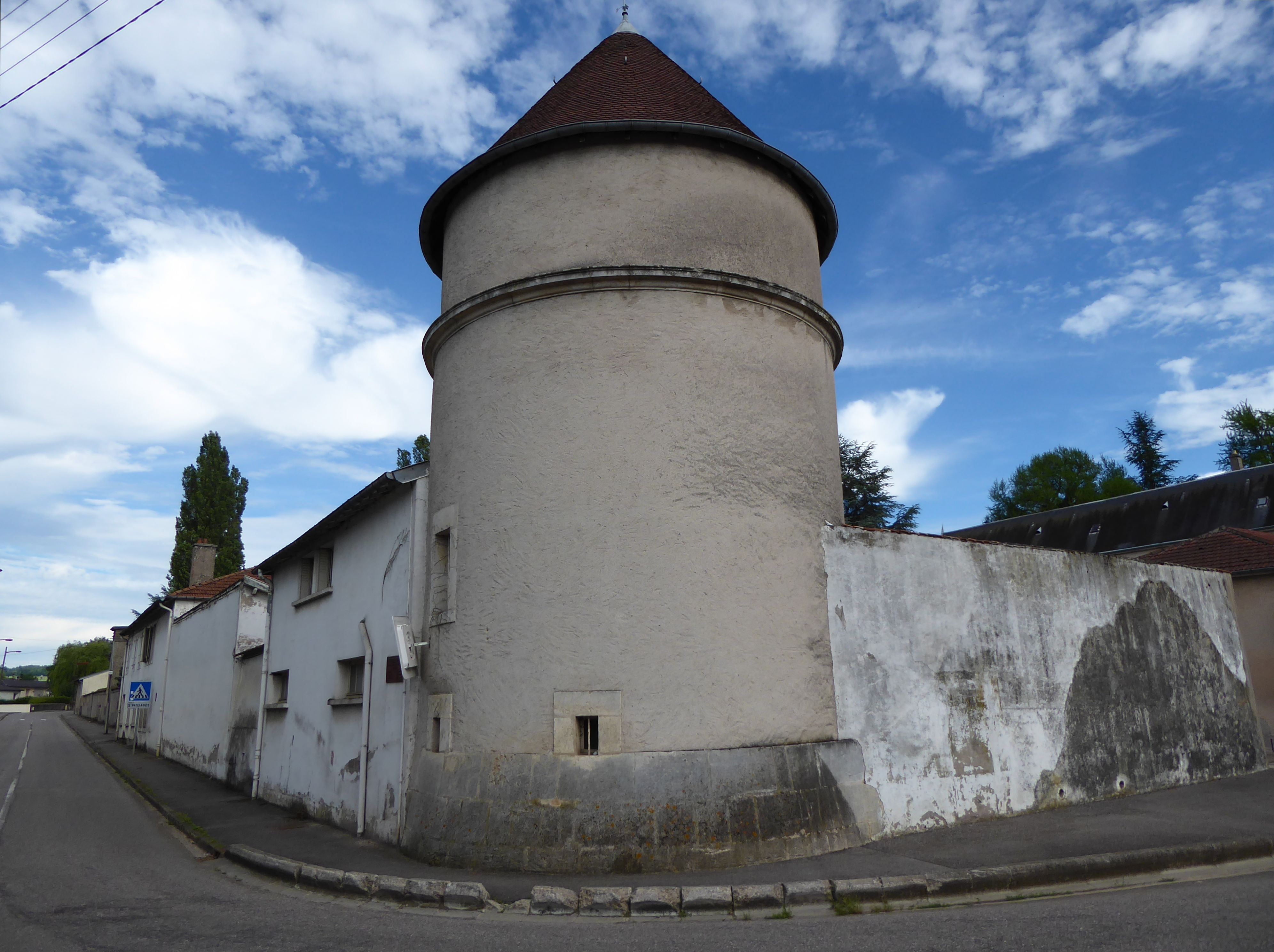
Mittelalterlicher Turm

## Persönlichkeiten
- Louis Marin (1871–1960), Politiker